# Росконцерт (1965—1991)
Государственное гастрольно-концертное объединение Министерства культуры РСФСР («Росконцерт») — советское республиканское концертно-гастрольное предприятие, существовавшее в 1965—1991 годах. Находилось в Москве.
Было создано постановлением Совета Министров РСФСР от 16 сентября 1964 года на базе ликвидируемого Всероссийского гастрольно-концертного объединения (ВГКО).
Постановлением Совета Министров РСФСР от 25 января 1973 года на Росконцерт возлагались функции ведущей гастрольно-концертной организации РСФСР.

## История
Предприятие было основано при реорганизации концертных учреждений, проведённой в 1960-х годах Министерством культуры СССР. В рамках той же реорганизации были утверждены Союзконцерт, Госконцерт СССР, Москонцерт (Московское государственное концертное объединение), Ленконцерт и так далее.

СОВЕТ МИНИСТРОВ РСФСР
ПОСТАНОВЛЕНИЕ от 16 сентября 1964 г. N 1182

О МЕРАХ ПО УЛУЧШЕНИЮ ОРГАНИЗАЦИИ КОНЦЕРТНОЙ РАБОТЫ В РСФСР
4. Принять предложение Министерства культуры РСФСР о создании Государственного концертно-гастрольного объединения РСФСР (Росконцерта), предусмотрев в его составе Московскую концертную организацию (Москонцерт), Ленинградскую концертную организацию (Ленконцерт), Московское объединение художественных коллективов, Московское объединение музыкальных ансамблей, Гастрольбюро, Всероссийскую творческую мастерскую эстрадного искусства.
Возложить на Росконцерт концертно-гастрольное обслуживание автономных республик, краев и областей РСФСР, а также союзных республик (по плану межреспубликанского обмена) лучшими силами концертных исполнителей и музыкальных коллективов Москвы и Ленинграда, которые должны быть сосредоточены в Росконцерте. Разрешить Росконцерту включать в гастрольный план также лучшие исполнительские силы других концертных организаций и театров РСФСР.
В связи с этим ликвидировать Всероссийское гастрольно-концертное объединение.

За годы существования предприятия в нём работали такие известные артисты, как Алла Пугачёва (с 1970 года), Лев Лещенко (с 1980 года), «Машина времени», ВИА «Поющие гитары», ВИА «Москвичи», ВИА «Коробейники», ВИА «Пламя», Надежда Бабкина,
ВИА «Лейся, песня», оркестр Олега Лундстрема, ВИА «Добры молодцы».
Постановлением Совета Министров РСФСР от 25 января 1973 года Росконцерт был определён в качестве ведущей гастрольно-концертной организации Российской Советской Федеративной Социалистической Республики. Согласно «Музыкальной энциклопедии» того времени, на Росконцерт были возложены функции «единого центра, который разрабатывает и составляет гастрольные планы республики, обеспечивает концертно-театральное обслуживание населения».
В результате перестройки к 1989 году Росконцерт уже практически «рассыпа́лся», не сумев составить конкуренцию возникавшим кооперативам.

## Организационная хронология
- 1931—1947: Всесоюзное гастрольное объединение
- 1947—1956: Московская государственная эстрада
- 1956—1958: Всероссийское гастрольно-концертное объединение «Гастрольбюро РСФСР» (ВГКО)
- 1959—1964: Всероссийское гастрольно-концертное объединение (ВГКО)
- 1965—1989: Государственное концертно-гастрольное объединение РСФСР «Росконцерт»
- 1989—1991: Государственное гастрольно-концертное объединение «РОСКОНЦЕРТ»[23]

## Руководители
- Маслюков Леонид Семёнович — художественный руководитель[24][25]
- Тихомиров Дмитрий Васильевич — художественный руководитель (в конце 1960-х — начале 1970-х)[26]
- Домогаров Юрий Львович[27] — директор
- Юровский Юрий Львович — директор (c 1972 года, ранее директор Омской городской филармонии)[21][28][29][30][31]
- Ходыкин Владислав Степанович — генеральный директор[32][33]